# 長野県立箕輪進修高等学校
もしかして
- 長野県箕輪進修高等学校

ではありませんか？